# Покровський Борис Семенович
Покро́вський Бори́с Семе́нович (1836—1905) — харківський архітектор.

## Біографія
1836 рік — народився в сім'ї спадкових дворян.
1851—1857 роки — навчання у Петербурзькому Будівельному училищі. Отримав звання архітекторського помічника і чин колезького секретаря.
1858 рік — був направлений служити архітекторським помічником у Харківську губернську будівельну і шляхову комісію. Посів посаду міського архітектора.
1867 рік — був призначений губернським архітектором.
1871 рік — вийшов у відставку в чині надвірного радника, виконував приватні замовлення.
Умер в Харькове в январе 1905 года

## Творчість
На сьогодні відомо, що за проєктами Б. Покровського в Харкові зведено більше 60 кам'яних будівель. Але вціліло небагато: це, головним чином, купецькі особняки в нагірному районі міста, Караїмська кенаса, перебудована за його проєктом будівля Бурси (нині Харківська державна академія культури).
До нашого часу не збереглися деякі культові споруди, запроєктовані Б. С. Покровським, такі як Вознесенська церква на однойменній площі (1876 рік, частково зруйнована), Олександро-Невська каплиця на Сергіївській площі (1882 рік), дзвіниця Миколаївської церкви (поч. 1880-х років).
Будівлі-пам'ятки архітектури в Харкові:
- Бурса на Бурсацькому узвозі, 4, (1773—1885 роки), у співавторстві з К. А. Толкуновим. Охорон. № 434. Нині Харківська державна академія культури.
- Караїмська кенаса на вул. Кузнечній, 24, (1891—1893 роки). Охорон. № 332.
- Житлові будинки по вул. Сумській, № 4, 6, 14 (виключений з переліку пам'яток), кін. XIX століття.

Крім того, вцілів власний (прибутковий) будинок Бориса Покровського на Вознесенській площі (нині майдан Оборонний Вал, 19). Він побудував також будинки купців Контрольского і Буткова, дворян Колокольцових на Катеринославській вулиці (нині Полтавський Шлях), купчихи Лисикової та дворян Бразоль на Сумській вулиці, будинок дворян Назарових на Різдвяній вулиці, флігель Юліана Борткевича по Вознесенській вулиці, особняк купця Григорія Єнуровського на Садово-Куликівській вулиці.
За його проєктами зведені також житловий будинок по вул. Сумській, 15, колишній будинок дворянки Віри Сбітневої по вул. Дмитрівській, 20.

## Галерея

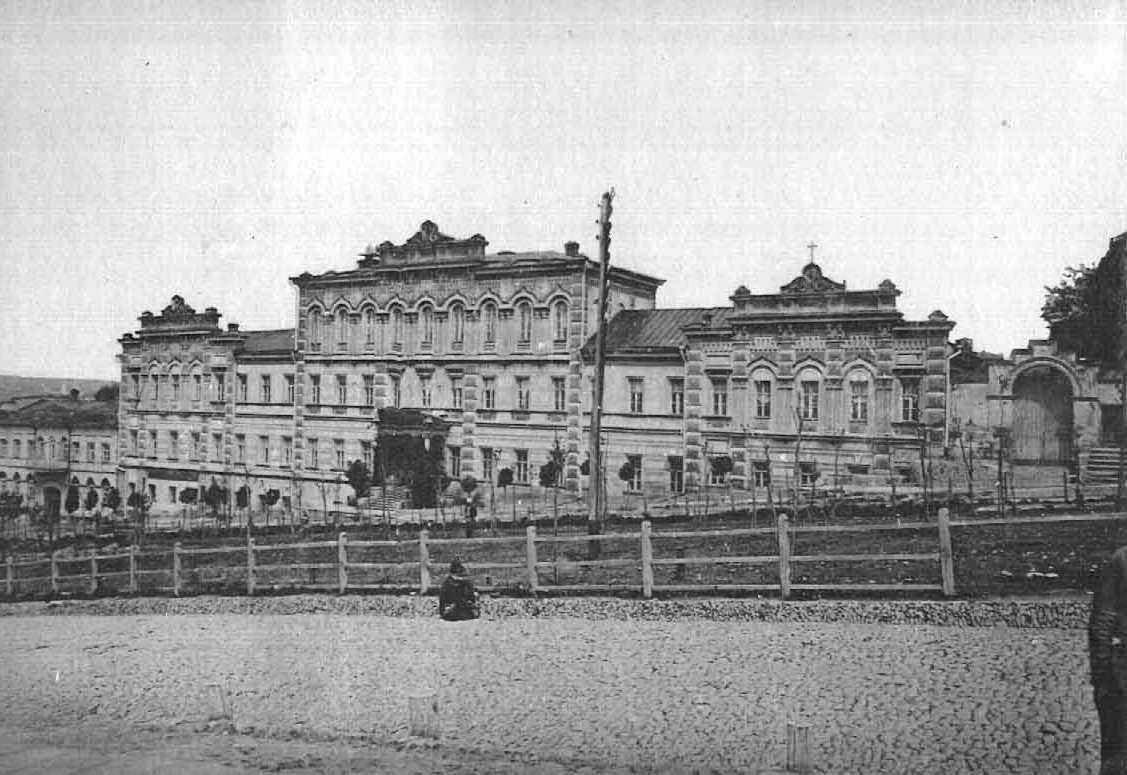
Бурсацький узвіз, 4. Харківська бурса
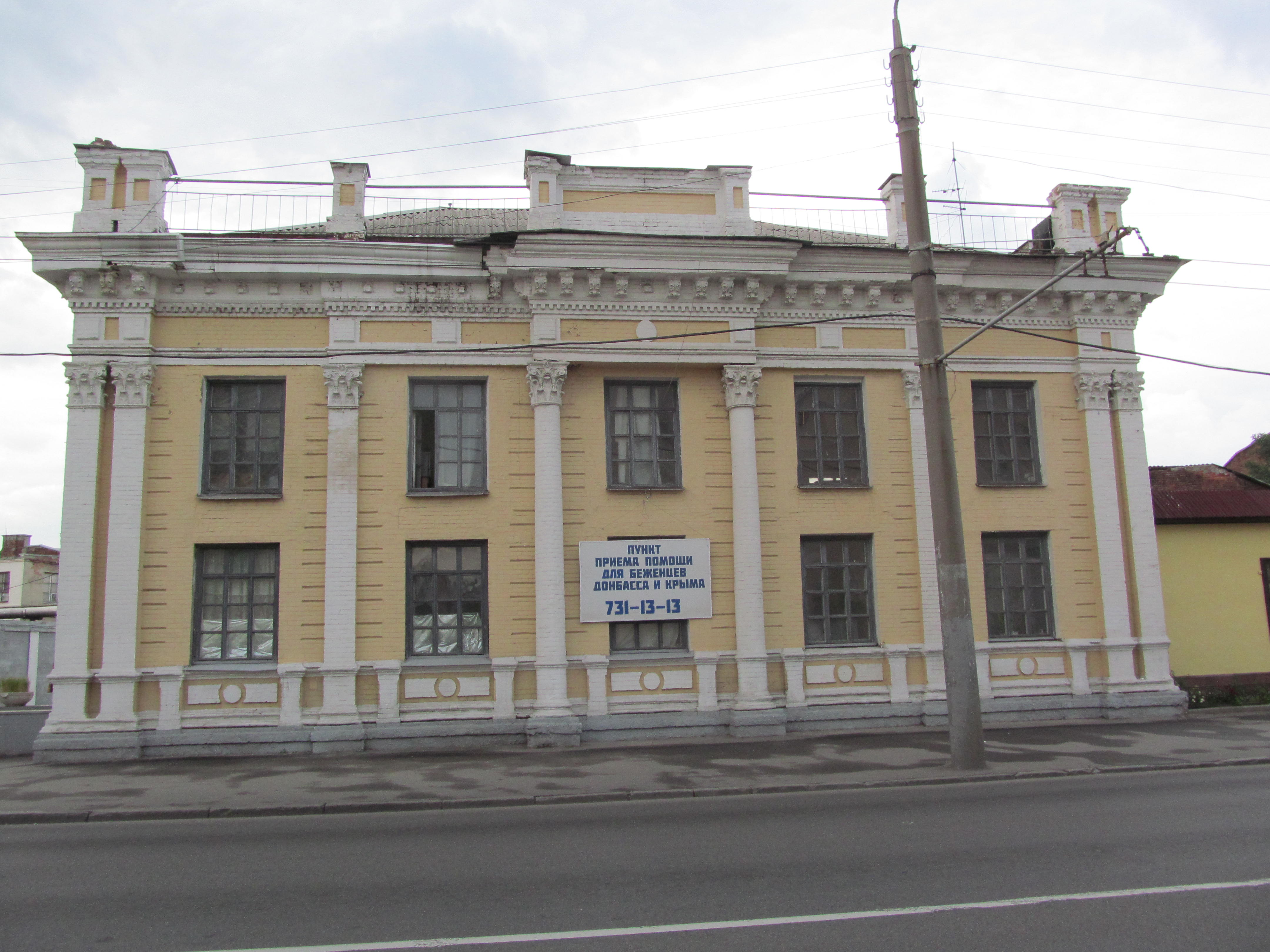
Вул. Кузнечна, 24. Караїмська кенаса, 1893 рік
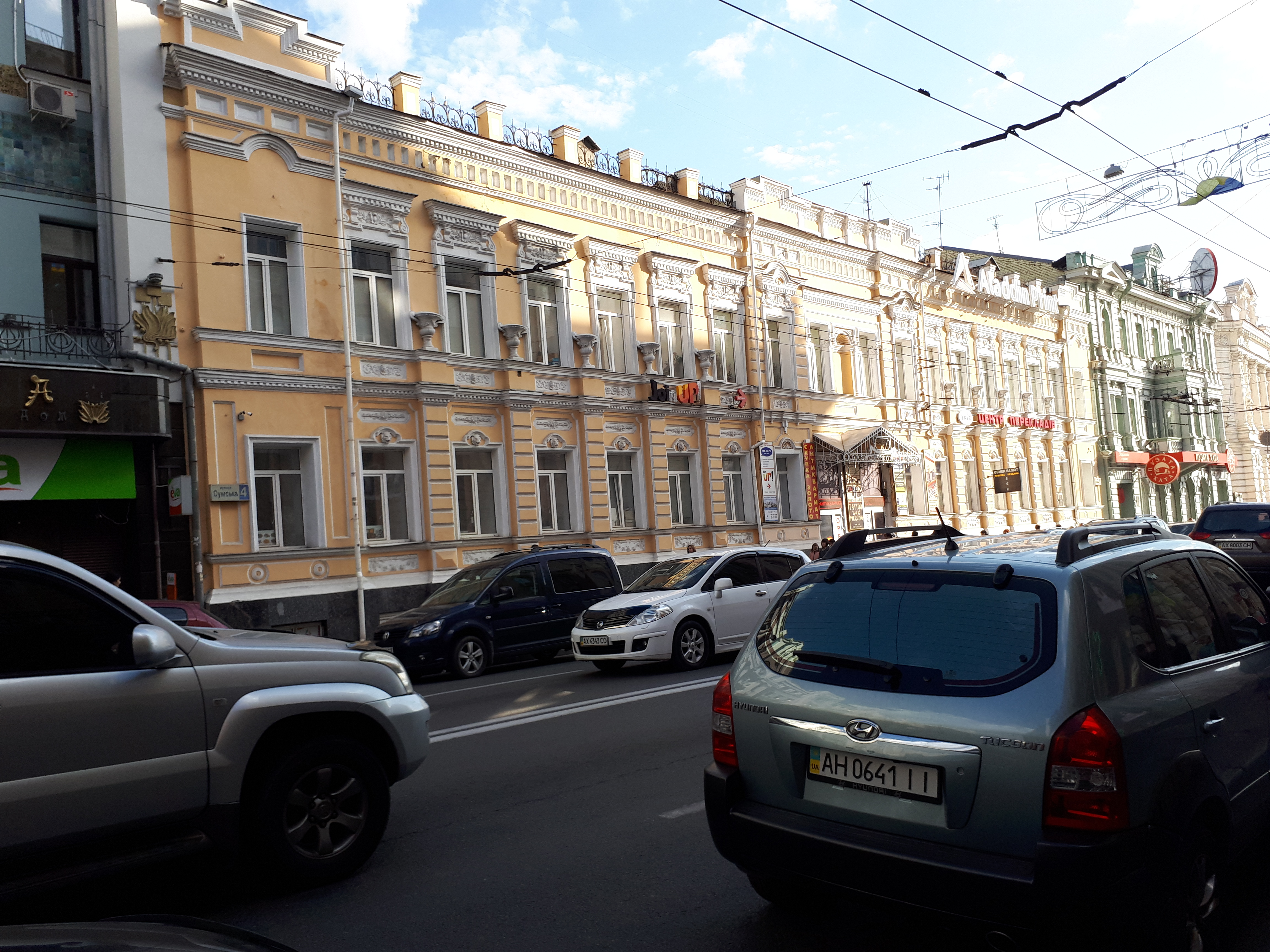
Вул. Сумська, 4. Колишній будинок купця Лисикова
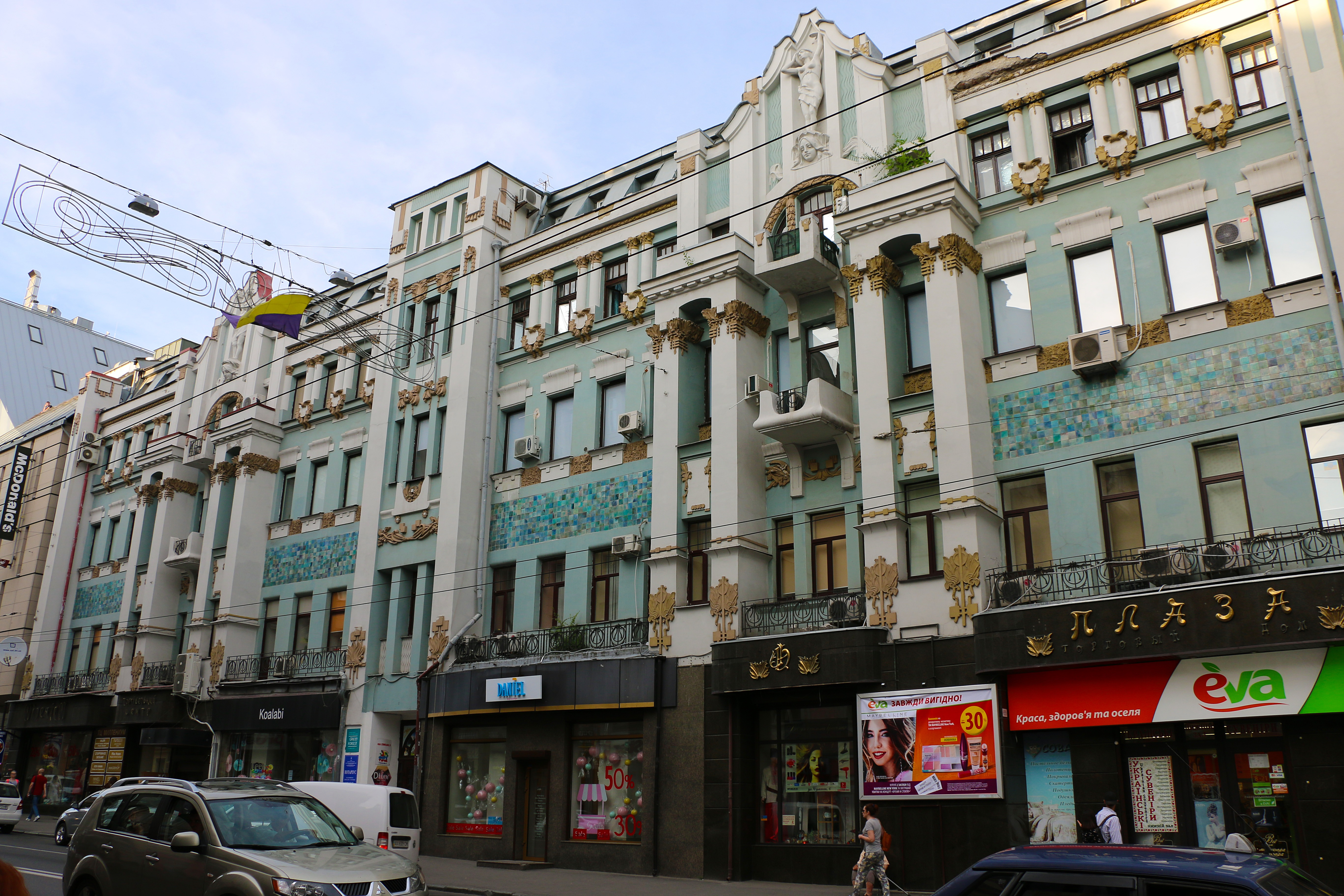
Вул. Сумська, 6. Житловий будинок, 1879 рік
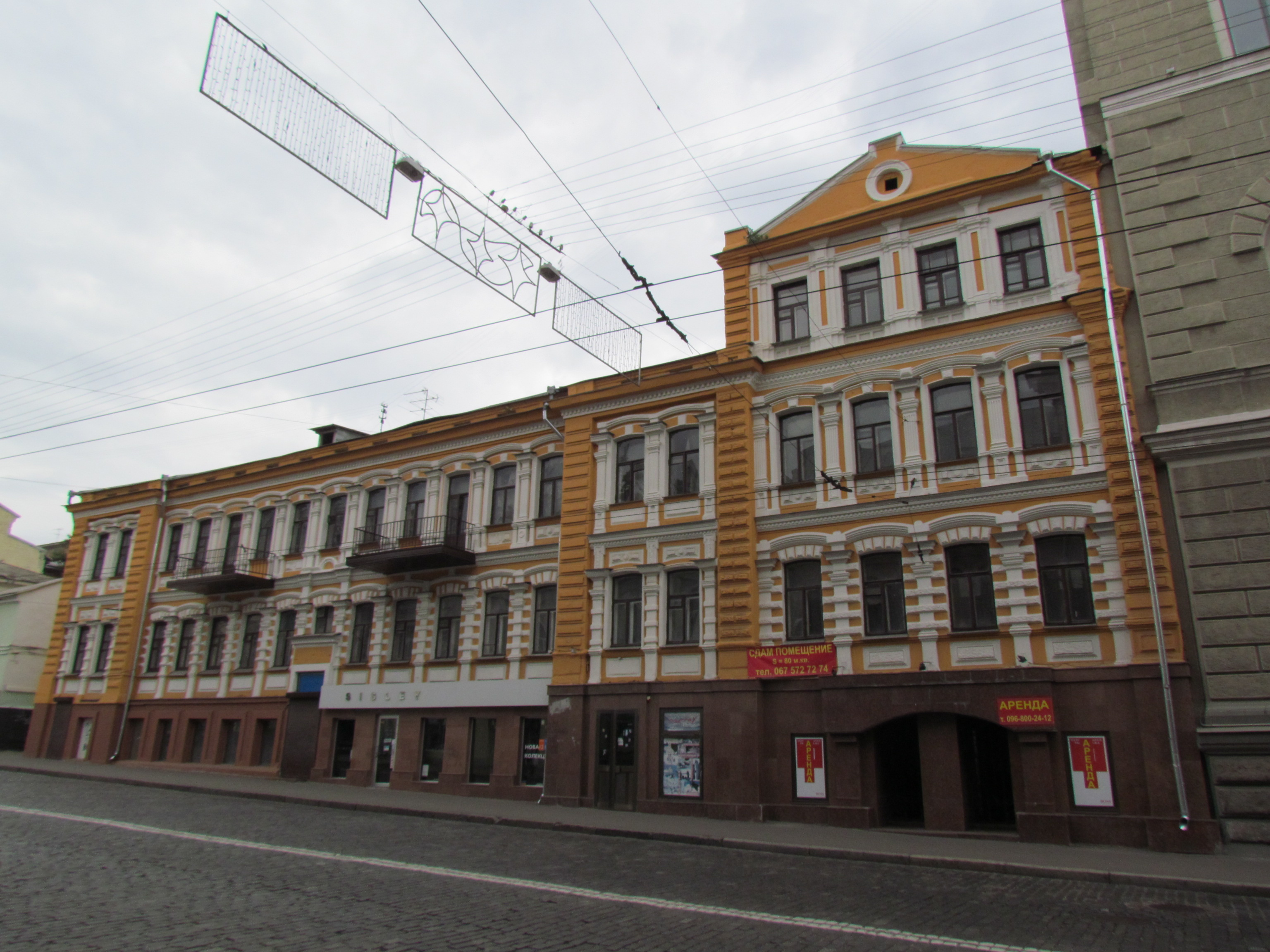
Вул. Сумська, 14. Приватна гімназія, 1884 рік
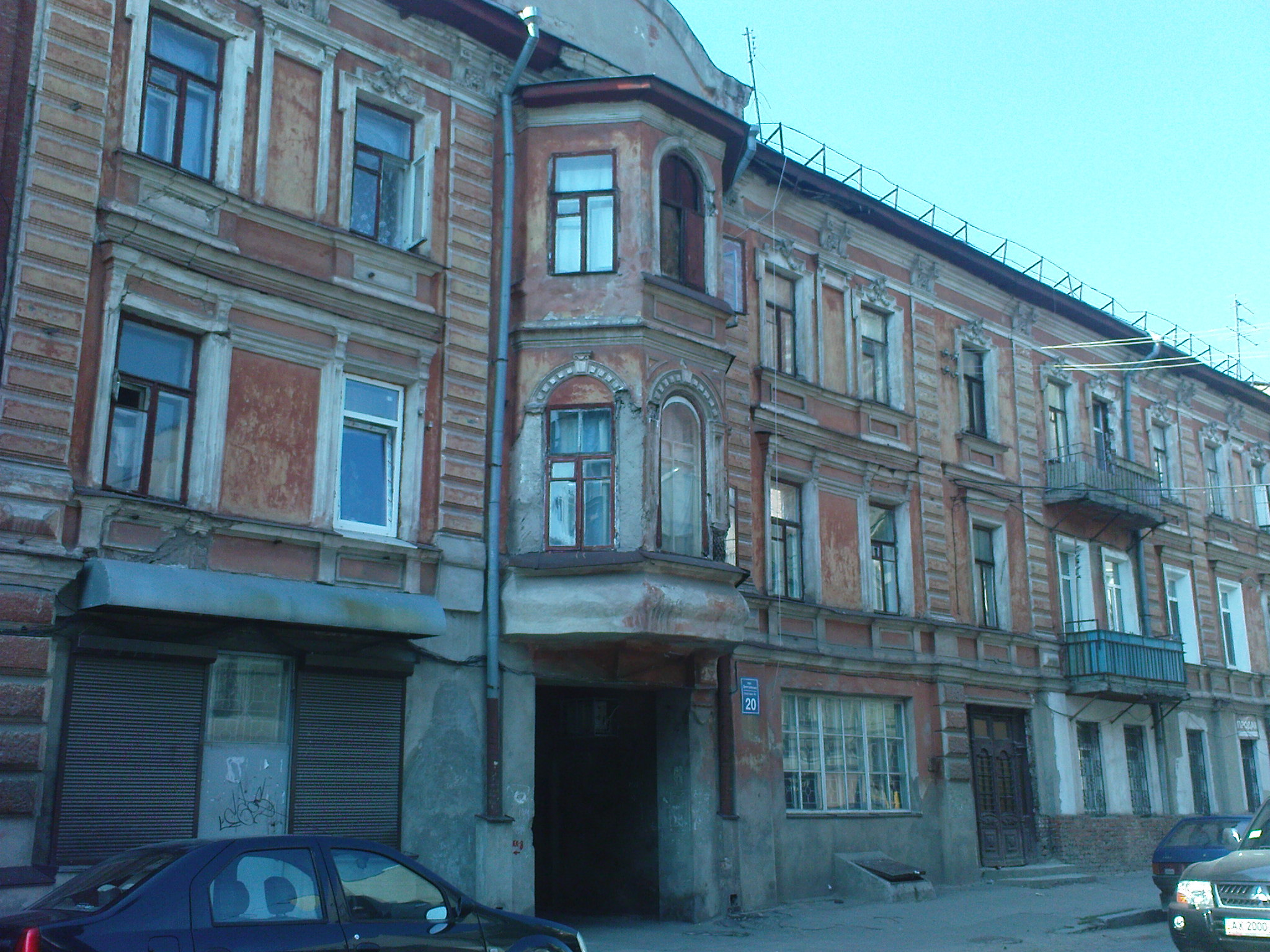
Вул. Дмитрівська, 20. Колишній будинок дворянки Віри Сбітневої, 1880-ті роки